# 포보스 2호
포보스 2호(러시아어: Фобос 2)는 포보스 계획의 일부로 소련이 화성과 그 위성 포보스를 탐사하기 위해 발사한 화성 탐사선이다.
1988년 7월 12일에 발사되어 1989년 1월 29일 화성 궤도에 진입하였다. 통신이 두절되어 실패로 끝난 자매 탐사선 포보스 1호와는 달리, 포보스 2호는 궤도 진입에 성공하여 38장의 사진을 지구로 전송하였다.
그러나, 포보스 2호는 임무 수행 중 갑자기 통신이 두절되어 결국 포보스 2호도 실패로 끝났다.

## 개요
포보스 2호는 1988년 7월 12일에 바이코누르 우주 기지로부터 프로톤 로켓으로 발사되어 화성으로 향하는 궤도에 올랐다. 포보스 1호는 도중에 교신이 끊어져 버렸지만, 포보스 2호의 비행은 순조롭게 진행되었다. 화성에 접근했을 때 예정대로 역분사 로켓의 분사를 행해 1989년 1월 29일에 화성 주회 궤도에 들어갔다(역분사 로켓은 그 후 분리되었다).
포보스 2호는 화성의 관측을 실시한 후, 1989년 3월 27일에 화성의 위성 포보스에 접근했다. 포보스에서 50 m 이내까지 접근해 2개의 소형 착륙선을 투하할 예정이었지만 탑재됐던 컴퓨터의 고장에 의해 접근 도중에 교신이 끊어져 버렸다. 결과적으로, 포보스에 관해서는 극히 한정된 정보밖에 얻을 수 없었다.
소련이 1991년에 붕괴되었기 때문에, 포보스 2호는 소련이 쏘아 올린 마지막 탐사선이 되었다.

## 같이 보기
- 포보스 1호